# Federico Sanguigni
Federico Sanguigni (Roma, 6 novembre 1930 – Roma, 7 febbraio 2022) è stato un regista radiofonico e direttore del doppiaggio italiano noto per aver diretto le trasmissioni Gran varietà, Più di così... e Varietà, varietà.

## Biografia
Dopo un'esperienza di lavoro alla sezione italiana della BBC di Londra durante gli studi universitari, seguì nel 1954 un corso di regia alla RAI di Roma. Nei dieci anni successivi diresse programmi di rivista e varietà nelle sedi di Roma e Milano, mentre nel 1963 iniziò la sua lunga esperienza di direttore di doppiaggio. Nel 1966 collaborò con Maurizio Riganti e Luciano Rispoli all'ideazione dello spettacolo radiofonico Gran varietà e ne curò la regia di 38 edizioni sulle 42 andate in onda, ricevendo il premio Diana d'Oro nel 1967, il premio Antonio De Curtis nel 1970 e il Telegatto nel 1978. Tra il 1976 e il 1977 firmò la regia di Più di così..., nuovo nome dello spettacolo radiofonico, che durò solo due edizioni.
Nel 1978 venne trasferito in televisione a Rai 3 e per cinque anni si occupò di programmazione curando le riprese e la redazione del programma Tutti in scena di Folco Quilici, nonché l'acquisto e l'edizione italiana di telefilm e romanzi sceneggiati. Nella stagione televisiva 1981-82 fu anche produttore, insieme ad altri, dello spettacolo Lo scatolone, diretto da Mario Landi e andato in onda per due stagioni e 24 puntate. Nel 1983 venne richiamato in radiofonia e realizzò fino al 1985 una co-produzione con la Radio Svizzera Italiana per lo spettacolo che raccoglieva l'eredità di Gran varietà, dal nome Varietà, varietà, che registrò per due anni negli studi di Roma e di Lugano.
Nel 1987 fu nominato dirigente e per otto anni curò l'ideazione e la regia di programmi di intrattenimento e di servizio, quali: Da sabato a sabato, Radio Uno 90, Una domenica mondiale (condotto da Fabrizio Frizzi), Radio Zorro con Oliviero Beha, La penisola del tesoro, Ora sesta, America 500 ma non li dimostra, La scoperta dell'Europa e Alla ricerca dell'italiano perduto.
Andato in pensione nel 1997, gli vennero affidati, con la qualifica di collaboratore esterno e in collaborazione con Umberto Broccoli, la regia e i testi dello spettacolo Stasera a Via Asiago 10.
È deceduto a Roma il 7 febbraio 2022, all'età di 91 anni.